# Ermitage de Santa Maria Infra Saxa
L'ermitage de Santa Maria Infra Saxa est situé à Genga (province d'Ancône), dans la région des Marches. Il se trouve au sein du Parc naturel régional de la Gola della Rossa et Frasassi.
Dans la même cavité où se trouve le temple néoclassique, connu sous le nom de « temple de Valadier »ª.

## Historique
L'ermitage a été construit parmi les rochers et est partiellement creusé dans la paroi de la grotte. Les premiers témoignages écrits de l'ermitage remontent à 1029 et parlent d'un monastère féminin cloîtré habité par des religieuses bénédictines.

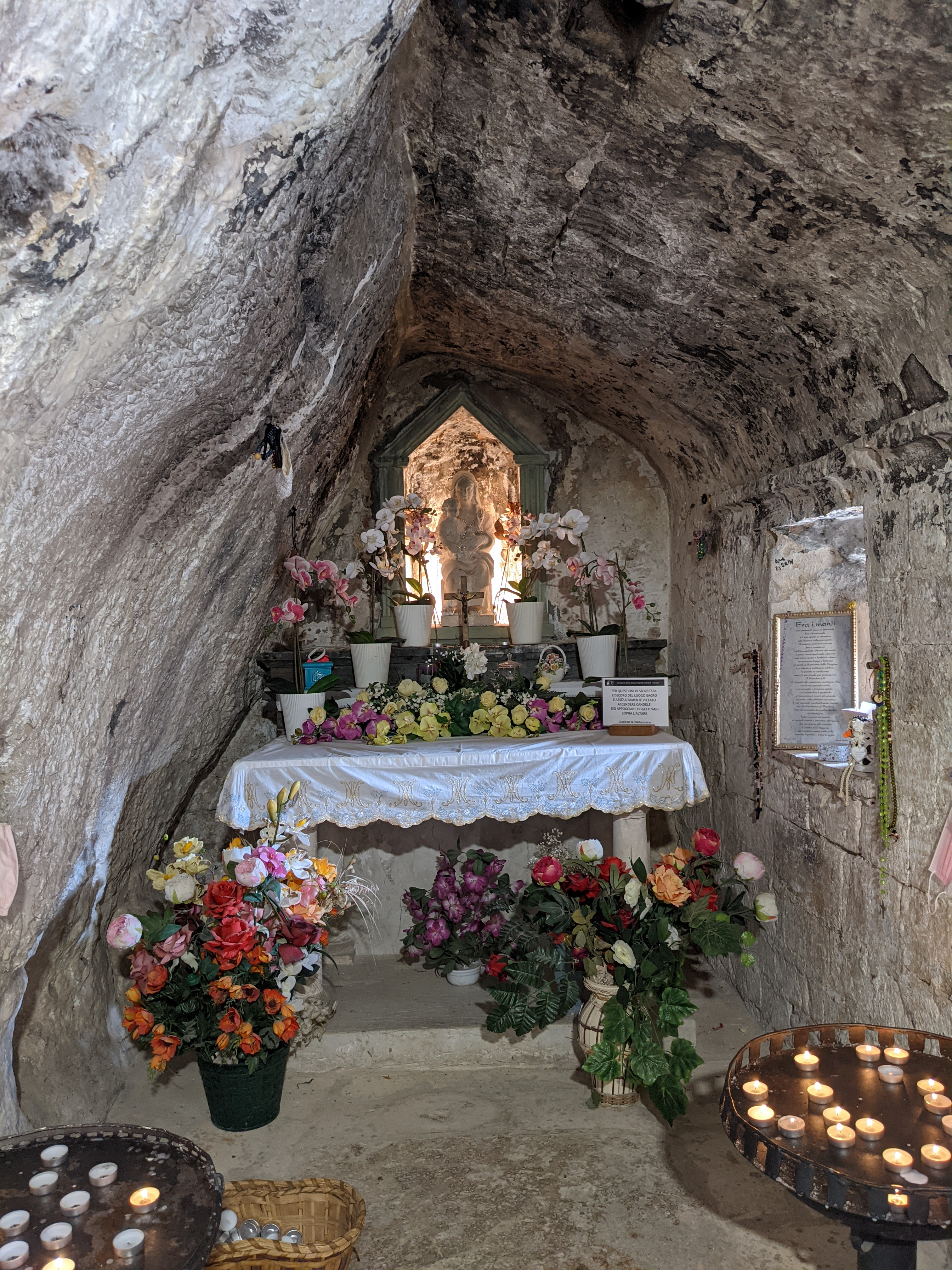
Intérieur de l'ermitage.

On pense que la population se réfugiait autrefois dans ces grottes pour échapper aux attaques des envahisseurs.
À l'intérieur du monastère, jusque dans les années 1940, se trouvait une statue en bois de la Madone, détruite dans un incendie qui a touché une partie du couvent. Aujourd'hui, elle a été remplacée par une copie en pierre de l'original.

## Le temple néoclassique, dit Valadier

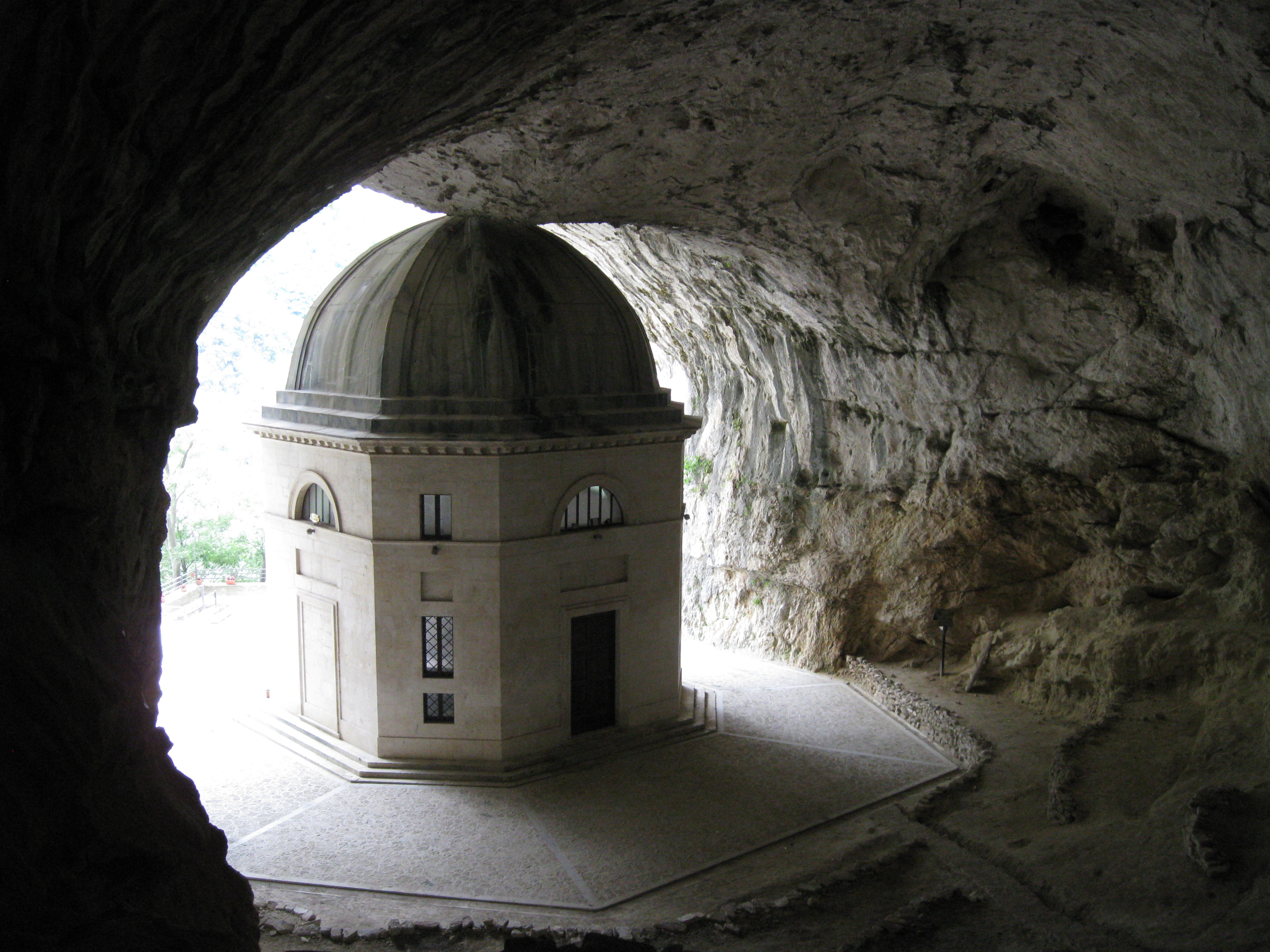
Temple néoclassique, dit Valadier.

Près de l'ermitage, complètement inséré dans la grotte, se trouve le temple néoclassique beaucoup plus visible, appelé celui du Valadier. Il s'agit d'un bâtiment octogonal en travertin local, couvert d'un toit en plomb, commandé par le pape Léon XII (né dans le château de Genga) et achevé en 1828. Le projet de l'élégant temple est communément référé à l'architecte Giuseppe Valadier, mais les recherches les plus récentes ont permis de préciser, grâce à une documentation d'archives riche et inédite, la véritable histoire de la construction, en définissant sa chronologie et en corrigeant son attribution. La commande du temple a en effet été initiée par le cardinal Annibale della Genga dès 1817, et le projet est dû aux interventions ultérieures des architectes Tommaso Zappati et Pietro Ghinelli (it), ce dernier auteur d'importants édifices de style néoclassique dans la région des Marches, comme le Teatro delle Muse d'Ancône et le Foro Annonario de Senigallia.
À l'intérieur du temple se trouve une copie en marbre de la statue originale représentant la Vierge à l'Enfant, provenant de l'atelier d'Antonio Canova (l'original est conservé au musée de Genga).